# Guilherme Winter
Guilherme Winter Nóbrega de Almeida (São Paulo, 28 de agosto de 1979) é um ator brasileiro. Dentre seu vários papéis, se tornou conhecido pela sua interpretação como Renato Villa em Ti Ti Ti e do profeta Moisés na telenovela Os Dez Mandamentos, da RecordTV.

## Biografia
Criado no bairro Itaim Bibi, Zona Sul da capital paulista, Guilherme começou a trabalhar aos 17 numa locadora de filmes. Já foi ilustrador, corretor de planos de saúde, aprendeu a tocar violão, quase se tornou skatista profissional e criou móveis de madeira. Cursou Escola Panamericana de Arte dos 16 aos 20 anos e em seguida concluiu um semestre de desenho industrial na Universidade Presbiteriana Mackenzie. 

## Carreira
Em 2002 foi para a Bahia onde fazia cover de Axl Rose. Trabalhou também como cenografista no teatro em Itaparica, onde também apresentava esquetes. A experiência o levou a seguir a carreira de ator, abandonando a faculdade e indo para o Rio de Janeiro em 2004, onde se matriculou na Casa das Artes de Laranjeiras.
Em 2006 foi aprovado para viver o motociclista Flu na novela Cobras & Lagartos e fez duas temporadas de Malhação no papel do professor Thiago Junqueira. Seu primeiro papel relevante foi o personagem Otávio, no remake de Paraíso, de Benedito Ruy Barbosa. Esteve no remake de Ti Ti Ti no papel do desenhista Renato Villa, apaixonado por Marcela, representada por Isis Valverde. Foi um dos coprotagonistas da história. Renato se tornou um dos maiores personagens da carreira e o maior em sua passagem pela TVGlobo, onde ficou até meados de 2012.
Em 2013 foi contratado pela RecordTV, onde fez o papel de Rubem em José do Egito. Em 2015 interpretou o seu maior e melhor papel,[carece de fontes?] o hebreu Moisés em Os Dez Mandamentos. Em 2018 interpretou o personagem Judas Iscariotes na novela Jesus e em 2019 integrou o elenco da novela Topíssima, interpretando Lima. Em 2020, após 8 anos, decidiu não renovar o seu contrato.
Ainda em 2020 assinou com a Netflix para fazer parte do elenco da série Maldivas, que estará disponível em transmissão de fluxo contínuo a partir de 2022.

## Vida pessoal
Em 2015 Guilherme começou a namorar a atriz Giselle Itié, com quem tem um filho, Pedro Luna, que nasceu no dia 2 de março de 2020. O casal se separou poucos meses depois.

## Carreira

### Televisão
| Ano     | Título                         | Personagem                 | Nota                                  |
| ------- | ------------------------------ | -------------------------- | ------------------------------------- |
| 2006    | Cobras & Lagartos              | Flu Melutti                |                                       |
| 2007-09 | Malhação                       | Tiago Junqueira            | Temporada 14–15                       |
| 2009    | Paraíso                        | Otávio Elias Barbosa       |                                       |
| 2010-11 | Ti Ti Ti                       | Renato Villa Sanches       |                                       |
| 2011    | Dança dos Famosos              | Participante               |                                       |
| 2011    | Tapas & Beijos                 | Valdinei                   | Episódio: "Djalma & O Rato"           |
| 2012    | As Brasileiras                 | Hugo                       | Episódio: "A Reacionária do Pantanal" |
| 2012    | Cheias de Charme               | Anderson                   |                                       |
| 2013    | José do Egito                  | Rúben                      |                                       |
| 2013    | Pecado Mortal                  | Roberto Lima (Veludo)      |                                       |
| 2014    | Manual Prático da Melhor Idade | Rafael                     |                                       |
| 2015    | Milagres de Jesus              | Gideon                     | Episódio: "Um Cego em Betsaida"       |
| 2015-16 | Os Dez Mandamentos             | Moisés                     |                                       |
| 2018-19 | Jesus                          | Judas Iscariotes           |                                       |
| 2019    | Topíssima                      | João Fernandes Lima (Lima) |                                       |
| 2022    | Maldivas                       | Gustavo                    | Original Netflix                      |

### Cinema
| Ano  | Título                              | Papel   | Notas          |
| ---- | ----------------------------------- | ------- | -------------- |
| 2008 | Farinha do Mesmo Saco               |         |                |
| 2011 | Azul Marinho Preto e Branco         | Tão     | Curta-metragem |
| 2016 | Os Dez Mandamentos - O Filme        | Moisés  |                |
| 2017 | Desearás... al hombre de tu hermana | Andréas |                |

## Teatro
| Ano  | Título       | Personagem |
| ---- | ------------ | ---------- |
| 2007 | O Sonho      | [ 18 ]     |
| 2016 | Fuerza Bruta | [ 19 ]     |
| 2019 | Perdido      | Carcereiro |

## Prêmios e indicações
| Ano  | Prêmio                   | Categoria                  | Indicação          | Resultado | Ref.   |
| ---- | ------------------------ | -------------------------- | ------------------ | --------- | ------ |
| 2015 | Troféu AIB De Imprensa   | Melhor Ator                | Os Dez Mandamentos | Venceu    | [ 21 ] |
| 2015 | Prêmio Quem de Televisão | Melhor Ator                | Os Dez Mandamentos | Indicado  | [ 22 ] |
| 2015 | Troféu UOL TV            | Melhor Ator                | Os Dez Mandamentos | Venceu    | [ 23 ] |
| 2015 | Prêmio Noticiasdetv.com  | Melhor Ator (Protagonista) | Os Dez Mandamentos | Venceu    | [ 24 ] |
| 2016 | Troféu Imprensa          | Melhor Ator                | Os Dez Mandamentos | Venceu    | [ 25 ] |
| 2016 | Troféu Internet          | Melhor Ator                | Os Dez Mandamentos | Indicado  | [ 25 ] |
| 2016 | Prêmio Noticiasdetv.com  | Melhor Ator (Protagonista) | Os Dez Mandamentos | Indicado  | [ 26 ] |
| 2018 | Prêmio Contigo! de Tv    | Melhor Ator Coadjuvante    | Jesus              | Indicado  |        |
| 2019 | Prêmio Noticiasdetv.com  | Melhor Ator (Vilão)        | Jesus              | Venceu    | [ 27 ] |
| 2020 | Prêmio Noticiasdetv.com  | Melhor Ator (Vilão)        | Topíssima          | Indicado  | [ 28 ] |